# Eisbär farkasfalka
Az Eisbär farkasfalka a Kriegsmarine tengeralattjárókból álló második világháborús támadóegysége volt, amely összehangoltan tevékenykedett 1942. augusztus 25. és 1942. szeptember 1. között az Atlanti-óceán északi részén, a Portugáliától a mai Nyugat-Szaharáig húzódó sávban. Az Eisbär (Jegesmedve) farkasfalka öt búvárhajóból állt. A falka egy hajót süllyesztett el, amelynek vízkiszorítása 5941 brt volt. A tengeralattjárók nem szenvedtek veszteséget.

## A farkasfalka tengeralattjárói
| A hajó száma | Parancsnoka                     | Részvétel kezdete   | Részvétel vége      |
| ------------ | ------------------------------- | ------------------- | ------------------- |
| U–68         | Karl-Friedrich Merten           | 1942. augusztus 25. | 1942. szeptember 1. |
| U–156        | Werner Hartenstein              | 1942. augusztus 25. | 1942. szeptember 1. |
| U–172        | Carl Emmermann                  | 1942. augusztus 25. | 1942. szeptember 1. |
| U–459        | Georg von Wilamowitz-Möllendorf | 1942. augusztus 25. | 1942. szeptember 1. |
| U–504        | Hans-Georg Friedrich Poske      | 1942. augusztus 25. | 1942. szeptember 1. |

### Elsüllyesztett és megrongált hajók
| Dátum               | A búvárhajó száma | A hajó neve     | Nemzetisége        | Vízkiszorítása | Konvoj |
| ------------------- | ----------------- | --------------- | ------------------ | -------------- | ------ |
| 1942. augusztus 27. | U–156             | Clan Macwhirter | Egyesült Királyság | 5941           | SL–119 |